# NSCAD University
Das Nova Scotia College of Art & Design (NSCAD) ist eine kanadische Kunsthochschule in Halifax. Sie bietet seit ihrer Gründung Unterricht in freier und angewandter Kunst und industriellem Design an. Lehrer werden für das Fach Kunsterziehung für öffentliche und private Schulen ausgebildet. Präsidentin ist Dianne Taylor-Gearing.

## Geschichte

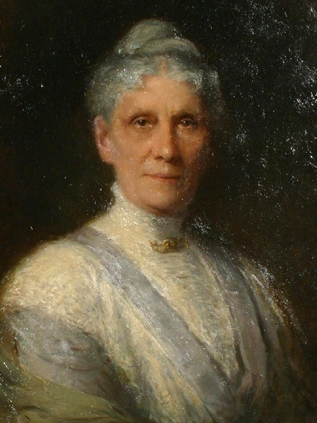
Robert Harris (1849–1919): Portrait of Anna H. Leonowens (Ausschnitt) Öl auf Leinwand, 76,2 × 60 cm. Confederation Centre Art Gallery, Charlottetown

Sie war eine der ersten unabhängigen Kultureinrichtungen des Landes, gegründet 1887 als Victoria School of Art and Design (zum Gedenken an das goldene Kronjubiläum der Königin Victoria). Initiatorin war die britische Lehrerin Anna Leonowens, die sich nach Aufenthalten in Asien – sie war Hauslehrerin des Königs von Thailand Rama IV. (Mongkut) – in Halifax niederließ.

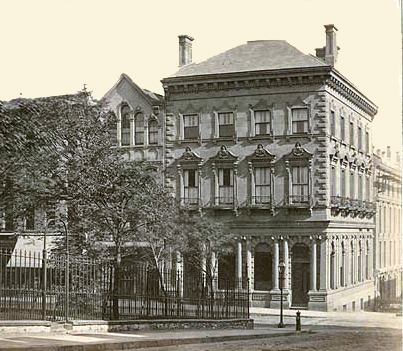
Union Bank Building

Der erste Unterricht fand in dem Gebäude der Union Bank (an der Ecke von Hollis und Prins Street) statt. Im Jahre 1890 mietete die Schule drei Räume der Akademie Halifax und zog 1903 in die Old National School, in der Nähe des Grand Parade Square, wo ihr Standort 54 Jahre blieb. Im Jahre 1925 wurde die Hochschule unter der Leitung der ersten weiblichen Schulleiterin Elisabeth Styring Nutt in Nova Scotia College of Art umbenannt und zu einem staatlichen Institut der Provinz umgewandelt.
Nach einer Erweiterung des Lehrangebots und stark zunehmender Studentenzahlen wurde 1957 der Umzug der Hochschule in größere Gebäude notwendig. Die große, vierstöckige Church Hall in der Coburg Road (in der Nähe der Dalhousie University) wurde jedoch bereits 1968 um ein sechsstöckiges Gebäude für Ateliers und Galerien erweitert und die Hochschule anschließend in Nova Scotia College of Art and Design umbenannt. Unter der Präsidentschaft des 32-jährigen Konzeptkünstlers Garry Kennedy wurde die Hochschule international ausgerichtet und Lehrkräfte aus anderen Ländern angeworben. Der deutsche Kurator Kasper König war von 1972 bis 1976 Assistenzprofessor an der Schule. Im folgte der deutsche Kunsthistoriker Benjamin Buchloh. 1978 übernahm Gerhard Richter eine Gastprofessur am Nova Scotia College of Art and Design.

## Lehrangebot

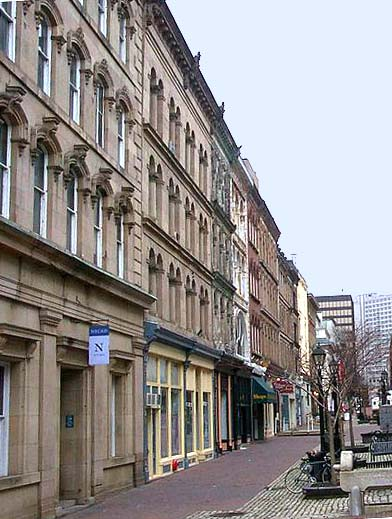
Gebäude des Granville Campus, Downtown

Die Hochschule unterrichtet und bietet Abschlüsse in vier Abteilungen (divisions) an: Die „Freie Kunst“ umfasst die Themen Zeichnung, Malerei, Druckgrafik und Bildhauerei. Die Abteilung Kunsthandwerk (crafts) beschäftigt sich mit Keramik, Schmuckdesign und Goldschmiedekunst, Textildesign, Mode und Buchausgestaltung. Das Fach Design ist interdisziplinär ausgerichtet und zielt auf Kommunikation und Interaction in unterschiedlichen Medien, sowie auf Produktgestaltung.
Die vierte Abteilung, die Medienkunst, bietet Kurse in Fotografie, Film, Ton, Performance, Video, sowie in interaktiver Internetseiten-Gestaltung und Anzeigen- und Broschürenwerbung an.

## Studiengang
Undergraduate-Programme setzt ein vierjähriges Studium voraus, in denen die Studenten lernen, mit einer Vielzahl von Werkzeugen und Techniken aus Holz und Metall umzugehen und ihren persönlichen Ausdruck in den visuellen Darstellungstechniken zu finden. Das dritte und vierte Studienjahr dient der individuellen Forschung im eigenen Atelier und der Teilnahme an akademischen Projekten und schließt mit dem Bachelor of Fine Arts ab. Ältere Schüler können an Studien außerhalb des Campus-Programms teilnehmen, die NSCAD bietet unter anderem den Studentenaustausch mit Kunstschulen in fünfzehn Ländern an. Das Post Baccalaureate für freie Kunst und für Kunsterziehung, zwei Aufbaustudiengänge, schließen mit einem Diplom ab.

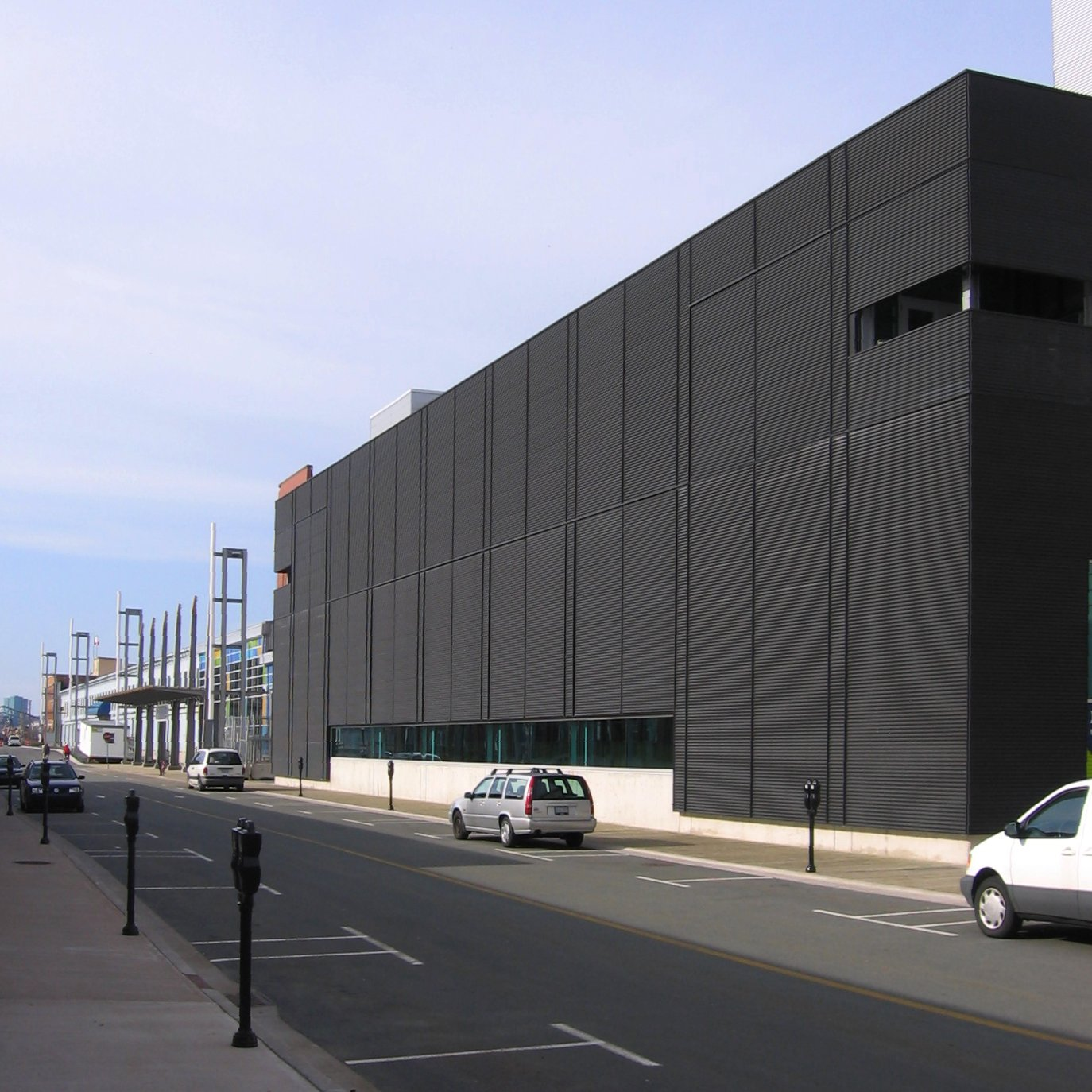
Neues Hochschulgebäude im Hafengelände von Halifax

## Galerien
Die Hochschule betreibt drei öffentliche Galerien. In der Anna Leonowens Galerie, benannt nach der Gründerin der Hochschule, werden im wöchentlichen Rhythmus Arbeiten der Malerei und Grafik, der Medien-Kunst, des Kunsthandwerks und Designs von Schülern der Hochschule, gelegentlich auch von Lehrern, gezeigt. Die kuratorische Aufbereitung der Ausstellungen erfolgt ebenfalls von Studenten im Rahmen von zweiwöchigen Projekten für die Diplomarbeit. Die 125 Ausstellungen der Galerie im Zentrum von Halifax werden jährlich von über 20000 Interessenten besucht.
Die Port Loggia Galerie ist in einem alten Gebäude im Hafengelände untergebracht und mit ihren diffusen, natürlichen Lichtverhältnissen und der exponierten Lage mit Blick auf das Hafengelände der Ort von Medienpräsentationen. Die seeds gallery, im Downtown-Campus gelegen, bietet den Studenten und Ehemaligen die kommerzielle Vermarktung ihrer Werke an.

## Organisation
Die Hochschule wird von 1010 Studenten besucht, Träger ist die Provinz Nova Scotia.

## Bekannte Professoren und Schüler
- Joseph Beuys – Professor (Bildhauer), Doctor of Fine Arts honoris causa, 1976
- Luc Courchesne – Medienkünstler
- Gerald Ferguson – Maler und Konzeptkünstler
- Eric Fischl – Professor (Maler)
- Robert Frank, Doctor of Fine Arts honoris causa, 2015
- Dan Graham – Professor (Bildhauer)
- Teresa Hubbard / Alexander Birchler, MFA 1992, Doctor of Fine Arts honoris causa, 2017
- Sarah McLachlan – Sängerin
- Kasper König – Professor (Kurator)
- William James Roué – entwarf den Bluenose-Schoner